# Lori Lansens
Lori Lansens, född 1962 i Chatham (nuvarande Chatham-Kent), Ontario, är en kanadensisk författare av böcker och manus. Hon har bland annat skrivit romanen Flickorna (The Girls). Boken blev av American Library Association utsedd till 2007 Best Book for Young Adults. Lansens har även skrivit boken Lång väg hem.